# Omoljica
Omoljica (izvirno srbsko Омољица) je naselje v Srbiji, ki upravno spada pod Mesto Pančevo; slednja pa je del Južnobanatskega upravnega okraja.

## Demografija
V naselju živi 5261 polnoletnih prebivalcev, pri čemer je njihova povprečna starost 39,4 let (38,3 pri moških in 40,5 pri ženskah). Naselje ima 1996 gospodinjstev, pri čemer je povprečno število članov na gospodinjstvo 3,27.
To naselje je, glede na rezultate popisa iz leta 2002, večinoma srbsko.
|  |

| Demografija | Demografija     | Demografija     |
| Leto        | Št. prebivalcev | Št. prebivalcev |
| ----------- | --------------- | --------------- |
|             |                 |                 |
|             |                 |                 |
|             |                 |                 |
|             |                 |                 |
| 1948        | 5084            |                 |
| 1953        | 5026            |                 |
| 1961        | 5565            |                 |
| 1971        | 5693            |                 |
| 1981        | 6500            |                 |
| 1991        | 6782            | 6574            |
| 2002        | 6798            | 6518            |
|             |                 |                 |

| Etnična sestava po popisu iz leta 2002 | Etnična sestava po popisu iz leta 2002 | Etnična sestava po popisu iz leta 2002 | Etnična sestava po popisu iz leta 2002 | Etnična sestava po popisu iz leta 2002 |
| -------------------------------------- | -------------------------------------- | -------------------------------------- | -------------------------------------- | -------------------------------------- |
| Srbi                                   | Srbi                                   |                                        | 5.868                                  | 90,02%                                 |
| Romuni                                 | Romuni                                 |                                        | 79                                     | 1,21%                                  |
| Makedonci                              | Makedonci                              |                                        | 74                                     | 1,13%                                  |
| Madžari                                | Madžari                                |                                        | 61                                     | 0,93%                                  |
| Jugoslovani                            | Jugoslovani                            |                                        | 28                                     | 0,42%                                  |
| Romi                                   | Romi                                   |                                        | 27                                     | 0,41%                                  |
| Bolgari                                | Bolgari                                |                                        | 20                                     | 0,30%                                  |
| Slovaki                                | Slovaki                                |                                        | 19                                     | 0,29%                                  |
| Hrvati                                 | Hrvati                                 |                                        | 18                                     | 0,27%                                  |
| Nemci                                  | Nemci                                  |                                        | 7                                      | 0,10%                                  |
| Črnogorci                              | Črnogorci                              |                                        | 5                                      | 0,07%                                  |
| Slovenci                               | Slovenci                               |                                        | 4                                      | 0,06%                                  |
| Rusi                                   | Rusi                                   |                                        | 2                                      | 0,03%                                  |
| Čehi                                   | Čehi                                   |                                        | 1                                      | 0,01%                                  |
| Ukrajinci                              | Ukrajinci                              |                                        | 1                                      | 0,01%                                  |
| Muslimani                              | Muslimani                              |                                        | 1                                      | 0,01%                                  |
| Neznano                                | Neznano                                |                                        | 283                                    | 4,34%                                  |